# Antoine Hoppenot
Antoine Hoppenot est un joueur franco-américain de soccer, né le 23 novembre 1990 à Paris (France). Il évolue au poste de buteur à l'Athletic de Hartford en USL Championship.

## Biographie
Né à Paris, Hoppenot arrive aux États-Unis avec sa famille alors qu'il est encore enfant. Il rejoint la prestigieuse Université de Princeton et joue au football avec les Tigers en NCAA. Alors qu'il est toujours étudiant, il joue avec les Central Jersey Spartans dans le championnat amateur de PDL.
Il est repêché par le Union de Philadelphie lors de la troisième ronde de la MLS Supplemental Draft 2012 en 51e position. Contre toute attente, il se fait une place dans l'effectif du Union en tant que buteur remplaçant.
Le 27 juin 2019, Hoppenot est échangé à Louisville contre Lucky Mkosana.

## Palmarès
Vierge